# Clan Fujiwara
El clan Fujiwara (藤原氏, Fujiwara-uji) fou una família poderosa de regents en Japó que posseïa el monopoli de les posicions de Sessho i Kampaku. El fundador del clan fou Nakatomi no Kamatari (614 - 669), un noble de classe baixa, qui rebé el cognom Fujiwara per l'emperador Tenji.

## Sinopsi
Començaren a obtenir posicions polítiques a mitjans del període Asuka en el segle vii, no obstant això en el període Heian els membres de la família establiren un règim polític en el qual serien els assistents més propers a l'emperador del Japó per quasi quatre segles, fins que va esclatar la rebel·lió Hōgen en 1156, on els clans Taira i Minamoto s'embardissen en un conflicte civil i aguditzant-se aquest en les Guerres Genpei entre 1180 i 1185.
Quan Minamoto no Yoritomo es va proclamar shōgun en 1192 el poder dels Fujiwara va començar a decaure i es van dividir en cinc famílies a inicis del segle xiii: Konoe, Takatsukasa, Kujō, Nijō i Ichijō. Aquestes cinc famílies es repartirien els càrrecs de Sesshō i Kampaku, encara que amb menor poder.
Tanmateix el clan Fujiwara mantindria a alguns dels seus membres com a consellers propers, regents i ministres dels emperadors fins a inclusivament en el segle xx, tal és el cas dels primers ministres Fumimaro Konoe, príncep, i Morihiro Hosokawa. L'emperadriu Teimei, consort de l'emperador Yoshihito (1912-1926), era membre de la família Kujō del clan Fujiwara.

## Nissaga
Kamatari

Un dels primers individus coneguts és Kamatari (614-669). Molt addicte a la persona del príncep Karu no Oji, va tramar amb ell una conjura contra els Soga, Soga, l'ambició del qual no coneixia límits, i que va donar per resultat l'accés al tron de Karu no Oji el 644, que va adoptar el nom de Kōtoku Tennō. Kamatari va ser un dels principals personatges de la cort, no només durant aquest regnat, sinó també en els dos següents.
Fuhito

Fuhito (659-720). El fill de Kamatari, va ser ministre als regnats de Genmei, Mommu, Genmei i Genshō. Una de les filles va casar amb l'emperador Mommu. A més va deixar quatre fills, tots els quals van exercir elevats càrrecs.
Muchimaro

Fujiwara no Muchimaro (680 - 29 d'agost de 737) va ser un noble japonès (kuge) i polític que va viure a la fi de l'era Asuka i començaments de l'era Nara. Va ser el fill gran de Fujiwara no Fuhito i juntament amb els seus germans Fusasaki, Umakai i Maro, van fundar les quatre branques del clan Fujiwara. Muchimaro va ser el fundador de la branca Nanke (Sud).
Nakamaro

Fujiwara no Nakamaro (710-764), net de Fuhito  va ajudar el príncep Oi.o a pujar al tron, per la qual cosa va ser satisfet de favors. Després gelós de la influència que el bonzo Dōkyō havia adquirit, sobre l'ex emperadriu Shōtoku, va aixecar les tropes per apoderar-se d'ell, però li van sortir a trobar els seus cosins, Kurajimaro i Yoshitsugu, sent vençut i mort amb els seus fills Materu i Kuzumaru.
Kiyokawa

Kiyokawa, un altre dels néts de Fuhito, va ser ambaixador a la Xina a mitjans del segle VIII i va treballar molt per establir relacions cordials entre els dos països.
Hirotsugu

Hirotsugu (715-741), cosí germà de Kiyokawa, va ser governador del Dazaifu, però gelós de la influència que tenia el bonze  Gembo, es va revoltar. L'emperador va enviar tropes contra ell, sent detingut i decapitat.
Momokawa

Momokawa (722-779), era fill dUmakai, era fill de Fujiwara no Umakai, per tant net de Fuhito, va ser ministre durant els regnats de Koken i Shotoku. A la mort d'aquest (770) va fer nomenar regent a Konin i presumpte hereu del tron a un fill d'aquest, Yamabe. S'explica que va romandre quaranta dies a la porta de palau sense anar a casa seva, fins a conèixer la resolució que tant li interessava.
Yoshifusa

Yoshifusa (804-872), era fill de Fujiwara no Fuyutsugu, i fou ministre amb Seiwa i amb Ninmyō. Va escriure el Shoku-Nihon-Koki, història del Japó, en 30 volums. La seva esposa era filla de l'emperador Saga, i la seva filla Fujiwara no Akirakeiko fou la mare de l'emperador Seiwa.
Mototsune

Mototsune (836-891). A l'adveniment de Yōzei el 877 que només comptava deu anys, fou nomenat tutor del jove príncep, que no va trigar a donar senyals de demència, fent triar llavors a Tokiyasu-shinno, que adoptà el nom de Koko (885). Mort aquest el 888, li va succeir el seu fill Uda, i Mototsune va continuar governant en nom seu. Va escriure una obra històrica en deu volums titulada Montoku-jitsuroku (història del regnat de Montoku). La seva filla On-shi (872-907) i una altra del mateix nom (885-954) es casaren respectivament, amb els emperadors Uda i Daigo.
Tokihira

Tokihira (871-909), era fill de Mototsune, va fer bandejar de la cort tots els que li feien ombra i va governar sense rivalitat durant el regnat del seu germà polític, l'emperador Daigo. Va dirigir la redacció del Sandai jitsuroku (història dels regnats de Seiwa, Yozei i Koko). A més, va començar la recopilació del Codi Engi-shiki: el seu germà Fujiwara no Tadahira (880-949) va continuar la recopilació de l'Engi-Shiki i el va publicar en 50 volums el 927. Va exercir importantíssims càrrecs, així com els seus fills, Fujiwara no Saneyori i Fujiwara no Morosuke.
Kaneie

Fujiwara no Kaneie (929-999). Era fill de Fujiwara no Moriko, i fou successivament, Chunnagon, Dainagon i Udaijin (957). Més tard la seva filla Akiko (藤原诠子) es casà amb l'emperador En'yū, el 987 Kaneie fou nomenat Sessho. En la seva moert la seva casa fou transformada en temple amb el nom dHoko-in-
Kintō

Fujiwara no Kintō (966-1041), fou un notable poeta, i entre altres obres, deixà les biografies dels 36 poetes més cèlebres del Japó.
Akinitsu

Fujiwara no Akimitsu (944-1021), gaudí de grans en la cort i casà la seva filla Fujiwara no Senshi amb l'emperador Ichijō, però aquest repudià a Senshi per prendre una nova esposa, i corre la brama que aquest fet que causa tanta impressió a Akinitsu, que se li blanquejà instantàniament la seva testa. Senshi va morir poc temps després a conseqüència del disgust.
Michinaga

Fujiwara no Michinaga (966-1027), era fill de Fujiwara no Kaneie, fou un dels homes més notable de la família. El 999 casà la seva filla Akiko amb l'emperador Ichijō, i en morir aquest, féu elegir com successor seu a Sanjō (1012), al que donà per esposa a Daini no Sanmi, la seva segona filla; el 1016 Sanjō abdicà en haver quedat cec, i Michinaga el substituí pel seu net Go-Ichijō, casant-lo amb la seva tercera filla Ishi i nomenant presumpte hereu del tron a un altre dels seus néts, Go-Suzaku. Després d'assegurar de forma tant brillant l'esdevenidor de la seva família, es va fer bonç el 1018, i el 1020 començà la construcció del temple Hejo-ji, que fou solemnement inaugurat dos anys més tard amb l'assistència del propi emperador. Michinaga, que havia governat durant trenta anys el país, tingué per gendres a tres emperadors, i quatre dels seus néts també cenyiren el ceptre imperial. Les seves grandeses van ser celebrades per Akazome Emon a lEigwa Monogatari.
Korechika

Fujiwara no Korechika (974-1010), era nebot de Michinaga, fou nomenat Naidaijin (Ministre d'Interior) als vint anys. A la mort del seu pare, Michitaka (995), esperava succeir-lo com Kwampaku (regent), però va ser el seu oncle Michikane el que va obtenir el càrrec, i Korechika, per venjar-se, li va fer fer una maledicció per un bonç, morint Michikane poc temps després. L'any següent fou desterrat de la cort per haver ferit l'emperador, cunyat seu, a causa de rivalitats amoroses, pero fou indultat poc temps després.
Yorimiche

Yorimiche (992-1074), era el fill gran de Michinaga, succeí al seu pare com a Ministre d'Interior i governà quasi per espai de mig segle. Casà a dues de les seves filles amb els emperadors Go-Suzaku i Go-Reizei i va fer construir un sumptuós palau en el que donava unes magnifiques festes. El 1068 renuncià al càrrec de Ministre en favor del seu germà Norimich i es retirà a Uji, on acabà els seus dies. Amb Yorimiche la família Fujiwara arribà al seu grau més alt d'esplendor, però ja llavors començaren a manifestar-se els símptomes de la decadència del seu poder a mesura que augmentava el de la família Taira i Minamoto, fins llavors recloses a províncies.
Tadamichi

Tadamichi (1097-1164), era fill de Tadazane, va succeir al seu pare com a primer Ministre en 1121, i després va ser nomenat regent (Sessho) a l'adveniment de Sutoku (1123), que va casar amb la seva filla Kiyoko en 1130. En 1148 va fundar el temple budista d'Hosko-ji i va deixar unes interessants Memòries conegudes amb el nom de Hoskoji-kwampaku-ki.
Yorinaga

Fujiwara no Yorinaga (1120-1156), era germà de Tadamichi, aconseguí, successivament, les més altes dignitats, i el 1150 casà la seva filla adoptiva Masu-ko amb l'emperador Konoe, però poc temps després aquest va contraure noves núpcies amb Tashi, filla adoptiva de Tadamichi, per aquest motiu van sorgir rivalitats entre tots dos germans. A la mort de Konoe el 1155, Tadamichi va voler fer triar Masahito, mentre que Yorinaga recolzava Sutoku, que ja s'havia assentat al tron, però va triomfar el primer, i Yorinaga va ser deposat dels seus càrrecs. Aleshores va reunir nombroses tropes i va intentar un cop de mà contra la capital, però va morir en l'empresa, i tres dels seus fills van ser desterrats.
Nobuyori

Fujiwara no Nobuyori (1133-1159). Protegit per Go-Shirakawa, assolí el càrrec de cap de la policia, però va demanar poder desenvolupar funcions més elevades, i com que l'emperador si negava a concedir-les-hi, s'uní a Minamoto no Yoshitomo contra Shirakawa
i els Taira, originant-se així la guerra civil coneguda amb el nom de Heiji-no-ran. Nobuyori fou fet presoner en el curs d'aquesta, i va morir decapitat.
Michinori

Fujiwara no Michinori (1106-1160), era fill de Sanekane. Serví als emperadors Toba, Sutoku i Konoe, i va ser nomenat governador de la província de Hyuga, i secretari del Consell. El 1145 es va rapar la testa i prengué el nom de Shinsai. Exercia una gran influència sobre l'emperador Go-Shirakawa, però aquesta influència li va comportar l'enemistat de Fujiwara no Nobuyori i de Minamoto Yoshitomo, que, quan la insurrecció de heiji, van aprofitar l'ocasió per venjar-se i el van fer assassinar. Michinori es va distingir com a poeta i literat i va deixar moltes obres.
Narichika

Fujiwara no Narichika (1138-1178), era fill de Ienari. Durant la guerra d'Heiji prengué part per Nabuyori, i va ser fet presoner per Taira no Shigemori, essent posat en llibertat poc temps després. Successivament fou nomenat ministre sense vot, governador d'una província i conseller de la cort imperial, però després demanà el càrrec de cap de la Guàrdia imperial que li fou donat a Taira no Shigemori (1177). Irritat Narichika, es va aliar amb els enemics de la família rival de la seva, però descoberta la conjura, va ser condemnat a mort.
Yasuhira

Yasuhira, mort el 1189. Succeí al seu pare Hidehira com a governador de les províncies de Mutsu i Deva. Havent rebut de Yoritomo l'ordre de matar a Yoshitsune, va oblidar les recomanacions del seu pare que era contrari d'aquesta violencia, es va apoderar de Yoshitsune, li va donar mort i va enviar el seu cap a Kyoto. Yoritomo després, volent apoderar-se de Muntsu i Dewa, va marxar contra Yasuhira, que tan bé li havia servit, li va fer donar mort i va repartir els seus immensos dominis entre els seus oficials.
Fujifusa

Fujiwara no Fujifusa (1295- aprox. 1335). Fou un fidel company de l'emperador Go-Daigo. Pimerament va exercir el càrrec de cap de policia. En 1331, quan Go-Daigo va haver de fugir de Kyoto davant les tropes de Hōjō Takatoki, Fujifusa el va acompanyar a un lloc que considerava segur, però fet presoner l'emperador, va ser desterrat, tornant a Kyoto a la caiguda dels Hōjō. Llavors es convertí en conseller desinteressat de Go-Daigo, però davant de la seva ingratitud, es retirà a un temple. A partir d'aquest personatge, la abans poderosa família dels Fujiwara va representar un paper de poca importància a la història.

## Més personatges amb aquest cognom
Del mateix cognom i emparentats amb aquells hi ha nombrosos literats i poetes, entre els quals són dignes de menció:
- Fujiwara no Akisue (1054-1122), que fundà una escola de poesia.
- Akisuke (fill), que va ser també cèlebre poeta, i va compondre el Jikwa-waka-shu per ordre de l'emperador Sutoku.
- Kijosuke (1084-1172), era fill d'Akisuke (fill) i fou un dels millors poetes de la seva època. Va compondre amb Teika el Shin-kokin-wakashu.
- Fujiwara no Tamenori (1124-1141). Es distingí com a poeta i historiador. Va escriure una Història del Japó, des de Montoku fins a Go-Ichijō (851-1036).
- Fujiwara no Toshinari (1114-1204). Va arribar al més alt grau de popularitat, i amb motiu del 90è aniversari del seu naixement es van celebrar grans festes, a les quals va assistir l'emperador. Va escriure nombroses obres.
- Fujiwara no Teika (1162-1241). També gaudí de gran celebritat. Era fill de Toshinari.
- Fujiwara Seika (1561-1619). Es va fer bonç per poder estudiar a fons la teologia i la filosofia del budisme, però poc satisfet de les doctrines que li van ser exposades, va separar-se del budisme i va fundar una escola de confusionisme, a la qual van concórrer nombrosos alumnes. La seva obra més cèlebre és la titulada Hayasi Razan.

## Regents
| Nom       | Visqué    | Sessho               | Kampaku                         |
| --------- | --------- | -------------------- | ------------------------------- |
| Yoshifusa | 804-872   | 866-872              | —                               |
| Mototsune | 836-891   | 876-884              | 887-890                         |
| Tadahira  | 880-949   | 930-941              | 941-949                         |
| Saneyori  | 900-970   | 969-970              | 967-969                         |
| Koretada  | 924-972   | 970-972              | —                               |
| Kanemichi | 925-977   | —                    | 973-977                         |
| Yoritada  | 924-989   | —                    | 977-986                         |
| Kaneie    | 929-990   | 986-990              | 990                             |
| Michitaka | 953-995   | 990-993              | 993-995                         |
| Michikane | 961-995   | —                    | 995                             |
| Michinaga | 966-1028  | 1016-1017            | —                               |
| Yorimichi | 990-1074  | 1017-1020            | 1020-1068                       |
| Norimichi | 997-1075  | —                    | 1068-1075                       |
| Morozane  | 1042-1101 | 1087-1091            | 1075-1087, 1091-1094            |
| Moromichi | 1062-1099 | —                    | 1094-1099                       |
| Tadazane  | 1078-1162 | 1107-1114            | 1106-1107, 1114-1121            |
| Tadamichi | 1097-1164 | 1123-1129, 1142-1151 | 1121-1123, 1129-1142, 1151-1158 |
| Motozane  | 1143-1166 | 1165-1166            | 1158-1165                       |
| Motofusa  | 1144-1230 | 1166-1173            | 1173-1179                       |
| Moroie    | 1172-1238 | 1184                 | —                               |

## Galeria de personatges

"
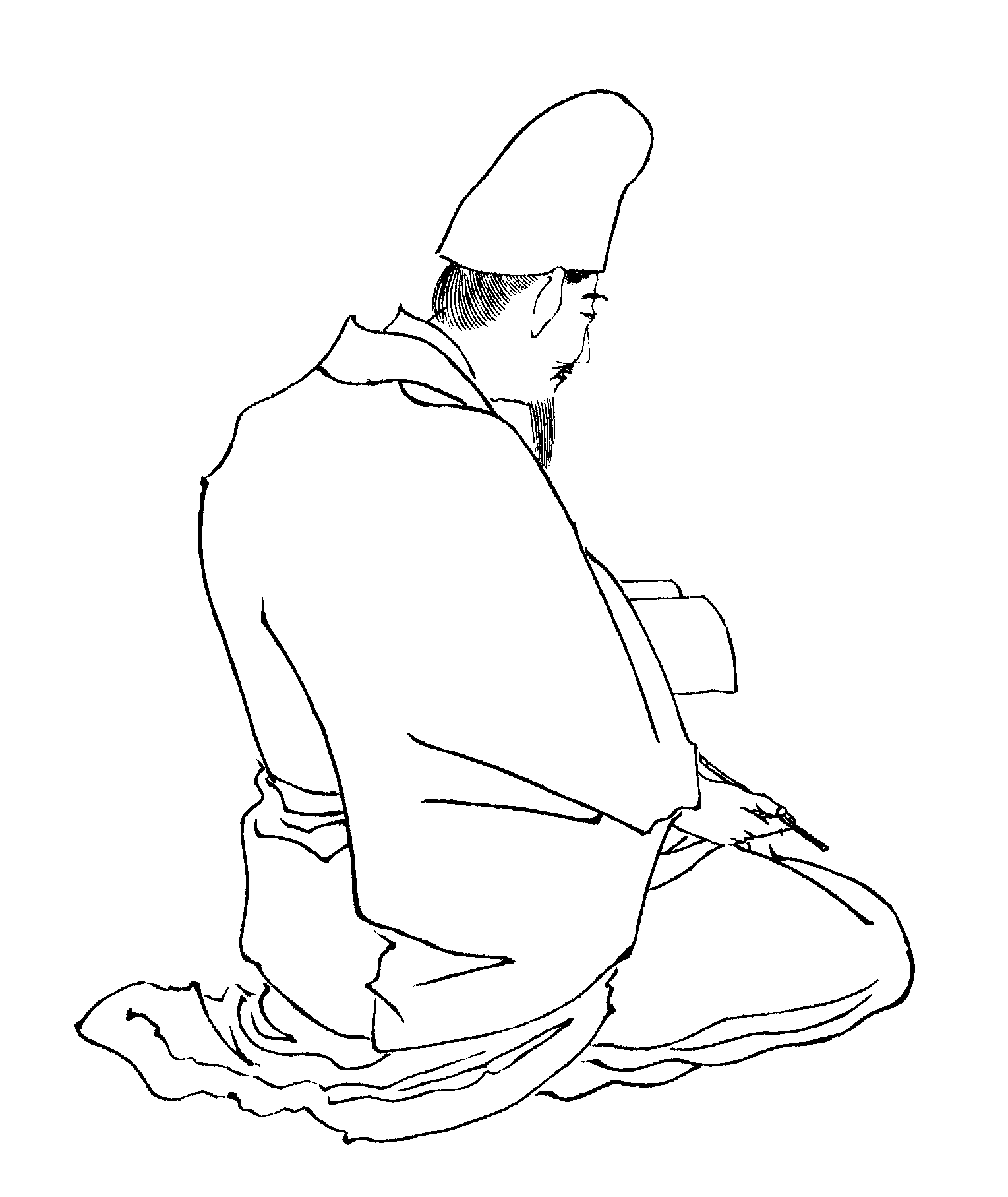
Fujiwara no Fusasaki